# Carlos Pita
Carlos Pita González (ur. 8 grudnia 1984 w A Coruña) – hiszpański piłkarz występujący na pozycji pomocnika w CD Lugo.

## Statystyki klubowe
| Sezon   | Klub                  | Kraj      | Liga               | Mecze | Bramki |
| ------- | --------------------- | --------- | ------------------ | ----- | ------ |
| 2004/05 | Deportivo La Coruña   | Hiszpania | Primera División   | 1     | 0      |
| 2005/06 | Deportivo La Coruña   | Hiszpania | Primera División   | 0     | 0      |
| 2006/07 | Logroñés              | Hiszpania | Segunda División B | 35    | 5      |
| 2007/08 | Deportivo La Coruña B | Hiszpania | Segunda División B | 37    | 6      |
| 2008/09 | Valencia B            | Hiszpania | Segunda División B | 29    | 3      |
| 2009/10 | CD Guadalajara        | Hiszpania | Segunda División B | 40    | 1      |
| 2010/11 | CD Lugo               | Hiszpania | Segunda División B | 41    | 2      |
| 2011/12 | CD Lugo               | Hiszpania | Segunda División B | 39    | 5      |
| 2012/13 | CD Lugo               | Hiszpania | Segunda División   | 37    | 1      |
| 2013/14 | CD Lugo               | Hiszpania | Segunda División   | 38    | 3      |
| 2014/15 | CD Lugo               | Hiszpania | Segunda División   | 36    | 1      |
| 2015/16 | CD Lugo               | Hiszpania | Segunda División   | 34    | 1      |
| 2016/17 | CD Lugo               | Hiszpania | Segunda División   | 39    | 1      |
| 2017/18 | CD Lugo               | Hiszpania | Segunda División   | 21    | 2      |
| 2018/19 | CD Lugo               | Hiszpania | Segunda División   | 29    | 7      |

Stan na: 12 czerwca 2019